# Enzo Romeo (politico)
Vincenzo Francesco Romeo (Vibo Valentia, 10 luglio 1955) è un politico italiano, Presidente della Provincia di Vibo Valentia dal 1995 al 1999 e sindaco di Vibo Valentia dal 2024.

## Biografia

### Attività professionale
Laureatosi in medicina e chirurgia all'Università "La Sapienza", Romeo si specializza in odontoiatria, svolgendo la professione nella sua città natale.

### Attività politica

#### Presidente della Provincia di Vibo Valentia
Da sempre impegnato in politica, in occasione delle elezioni provinciali del 1995 Romeo diventa il candidato ufficiale dell'Ulivo per la carica di presidente della provincia di Vibo Valentia, istituita appena tre anni prima, e risulta eletto al turno di ballottaggio con il 53% dei voti.

#### Sindaco di Vibo Valentia
Alle elezioni comunali del 2024 diventa il candidato ufficiale della coalizione di centro-sinistra per la carica di sindaco di Vibo Valentia, sostenuto dal Partito Democratico, dal Movimento 5 Stelle e dall'Alleanza Verdi e Sinistra. Riesce quindi a battere al ballottaggio il candidato della coalizione di Centro-destra, Roberto Cosentino, con il 53,60% dei consensi. 
Insediatosi il 27 giugno, in veste di sindaco Romeo nel mese di novembre ha tagliato del 30% gli emolumenti degli amministratori comunali, in conformità agli impegni presi in campagna elettorale: il taglio è entrato in vigore il 1º gennaio 2025 e prevede un risparmio di 200.000 euro, da investire in servizi pubblici e miglioramenti sociali.
In ottobre è stato eletto presidente del Sistema Bibliotecario Vibonese, da anni in condizioni critiche a causa di debiti e di un'inchiesta giudiziaria in corso; Romeo si è impegnato a trovare un piano di rientro entro il 31 dicembre 2024, istituendo anche un tavolo tecnico con la Regione Calabria per cercare di risolvere la questione.